# Hater (álbum)
Hater es el primer álbum de la banda del mismo nombre, Hater, que salió a la venta el 21 de septiembre de 1993 bajo la etiqueta de A&M Records.

## Lista de canciones
1. "Mona Bone Jakon" (Cat Stevens, Ben Shepherd)
2. "Who Do I Kill?" (Ben Shepherd, John McBain )
3. "Tot finder" (Brian Wood, Ben Shepherd)
4. "Lion And Lamb" (John McBain )
5. "Roadside" (Brian Wood, Ben Shepherd )
6. "Down Undershoe" (Ben Shepherd)
7. "Circles" (Ben Shepherd)
8. "Putrid" (Brian Wood, Ben Shepherd)
9. "Blistered" (Billy Edd Wheeler )
10. "Sad McBain" (Matt Cameron, John McBain)

## Formación
- Ben Shepherd - Voz y guitarra
- Matt Cameron - Batería y voz
- John McBain - Guitarra
- John Waterman - Bajo
- Brian Wood - Voz

- Datos: Q11682354